# Wrong (Zayn)
Wrong è un singolo del cantante britannico Zayn in collaborazione con Kehlani, il terzo estratto dal primo album in studio Mind of Mine e pubblicato il 7 giugno 2016.